# Cloracne
El cloracne és el terme emprat per descriure l'acne ocupacional produït per hidrocarburs tractats amb clor. És una erupció semblant a l'acne dels barbs, quists i pústules associades amb la sobre-exposició a certs compostos aromàtics halogenats, tals com a dioxines i dibenzèfurans clorats. Les lesions es troben amb major freqüència a les galtes, darrere de les orelles, en les aixelles i engonal.
La condició va ser descrita per primera vegada en els obrers industrials alemanys en 1897 per von Bettman, i es creia inicialment que era causada per l'exposició al clor tòxic (d'aquí el nom de "cloracne"). Va ser a la dècada de 1950 que el cloracne es va associar amb hidrocarburs aromàtics. Les substàncies que poden causar acne clòric ara es coneixen col·lectivament com cloracnegens. El cloracne està especialment vinculat a l'exposició tòxica de dioxines (subproductes de molts processos químics, incloent la fabricació d'herbicides com l'agent taronja), fins al punt que es considera un signe clínic d'exposició a les dioxines. Va ser l'efecte principal en l'accident industrial de Seveso.